# Rumania en la Copa Mundial de Rugby de 2023
La Selección de rugby de Rumania fue uno de los 20 participantes de la Copa Mundial de Rugby de 2023 que se realizó en Francia.
Fue la novena participación de los Robles en la Copa Mundial de Rugby.

## Plantel
El 16 de agosto de 2023, Eugen Apjok anunció los 33 jugadores para el equipo de la Copa Mundial de Rugby de 2023.
El 28 de agosto de 2023, Mihai Macovei, Mihai Mureșan y Paul Popoaia fueron descartados del Mundial, tras sufrir diversas lesiones. Fueron reemplazados en el equipo de Rumania por André Gorin, Sioeli Lama y Taliaʻuli Sikuea.
| Nombre              | Posición       | Fecha de nacimiento      | Encuentros | Club                |
| ------------------- | -------------- | ------------------------ | ---------- | ------------------- |
| Florin Bărdașu      | hooker         | 23 de septiembre de 1991 | 12         | Steaua București    |
| Ovidiu Cojocaru     | hooker         | 19 de noviembre de 1996  | 32         | Steaua București    |
| Robert Irimescu     | hooker         | 1 de marzo de 1996       | 4          | Știința Baia Mare   |
| Costel Burțilă      | pilar          | 14 de julio de 1996      | 13         | Hyères Carqueiranne |
| Thomas Crețu        | pilar          | 5 de marzo de 2002       | 5          | Stade Aurillacois   |
| Gheorghe Gajion     | pilar          | 13 de noviembre de 1992  | 9          | Stade Montois       |
| Alexandru Gordaș    | pilar          | 11 de mayo de 1994       | 35         | Dinamo București    |
| Iulian Harțig       | pilar          | 11 de octubre de 1998    | 9          | Bassin d'Arcachon   |
| Alexandru Savin     | pilar          | 12 de febrero de 1995    | 25         | Steaua București    |
| Ștefan Iancu        | segunda línea  | 1 de julio de 1998       | 5          | Știința Baia Mare   |
| Marius Iftimiciuc   | segunda línea  | 13 de agosto de 1997     | 22         | US Carcassonne      |
| Adrian Moțoc        | segunda línea  | 11 de julio de 1996      | 27         | Biarritz            |
| Cristi Boboc        | ala            | 9 de octubre de 1995     | 9          | Steaua București    |
| Cristi Chirică (c.) | ala            | 9 de abril de 1997       | 34         | Dinamo București    |
| André Gorin         | ala            | 30 de noviembre de 1987  | 44         | Hyères Carqueiranne |
| Vlad Neculau        | ala            | 7 de enero de 1998       | 14         | Timișoara           |
| Florian Roșu        | ala            | 20 de abril de 1993      | 13         | Știința Baia Mare   |
| Dragoș Ser          | ala            | 4 de marzo de 1999       | 15         | Steaua București    |
| Damian Strătilă     | ala            | 28 de julio de 1996      | 6          | Steaua București    |
| Alin Conache        | medio scrum    | 7 de mayo de 2002        | 5          | Timișoara           |
| Gabriel Rupanu      | medio scrum    | 28 de septiembre de 1997 | 21         | Timișoara           |
| Florin Surugiu      | medio scrum    | 10 de diciembre de 1984  | 103        | Steaua București    |
| Tudor Boldor        | medio apertura | 29 de noviembre de 1997  | 16         | Dinamo București    |
| Gabriel Pop         | medio apertura | 29 de marzo de 1998      | 5          | Dinamo București    |
| Taylor Gontineac    | centro         | 16 de julio de 2000      | 10         | Rouen               |
| Tevita Manumua      | centro         | 12 de febrero de 1993    | 2          | Timișoara           |
| Jason Tomane        | centro         | 4 de marzo de 1995       | 14         | Știința Baia Mare   |
| Taliaʻuli Sikuea    | centro         | 14 de julio de 1995      | 1          | Știința Baia Mare   |
| Nicolas Onuțu       | wing           | 27 de diciembre de 1995  | 27         | Annonay             |
| Marius Simionescu   | Wing           | 5 de septiembre de 1997  | 30         | Timișoara           |
| Fonovai Tangimana   | wing           | 25 de octubre de 1989    | 22         | Steaua București    |
| Sioeli Lama         | wing           | 12 de octubre de 1995    | 6          | Steaua București    |
| Hinckley Vaovasa    | zaguero        | 24 de septiembre de 1998 | 18         | Steaua București    |

## Partidos de preparación
| 5 de agosto de 2023 | Rumania | 17 - 31 | Estados Unidos |  |  |

| 12 de agosto de 2023 | Georgia | 56 - 6 | Rumania |  |  |

| 19 de agosto de 2023 | Italia | 57 - 7 | Rumania |  |  |

## Participación

### Grupo B
| Posición | Selección | Partidos | Partidos | Partidos  | Partidos | Tries a favor | Tantos  | Tantos    | Tantos     | Puntos extra | Puntos |
| Posición | Selección | Jugados  | Ganados  | Empatados | Perdidos | Tries a favor | A favor | En contra | Diferencia | Puntos extra | Puntos |
| -------- | --------- | -------- | -------- | --------- | -------- | ------------- | ------- | --------- | ---------- | ------------ | ------ |
| 1.       | Irlanda   | 4        | 4        | 0         | 0        | 27            | 190     | 46        | +144       | 3            | 19     |
| 2.       | Sudáfrica | 4        | 3        | 0         | 1        | 22            | 151     | 34        | +117       | 3            | 15     |
| 3.       | Escocia   | 4        | 2        | 0         | 2        | 21            | 146     | 71        | +75        | 2            | 10     |
| 4.       | Tonga     | 4        | 1        | 0         | 3        | 13            | 96      | 177       | -81        | 1            | 5      |
| 5.       | Rumania   | 4        | 0        | 0         | 4        | 4             | 32      | 287       | -255       | 0            | 0      |

#### Partidos
| 9 de septiembre de 2023 | Irlanda | 82 – 8 | Rumania | Estadio Matmut Atlantique, Bordeaux |  |

| 17 de septiembre de 2023 | Sudáfrica | 76 – 0 | Rumania | Estadio Matmut Atlantique, Bordeaux |  |

| 30 de septiembre de 2023 | Escocia | 84 – 0 | Rumania | Estadio Pierre-Mauroy, Lille |  |

| 8 de octubre de 2023 | Tonga | 45 – 24 | Rumania | Estadio Pierre-Mauroy, Lille |  |